# علی امیرعشایری
علی امیرعشایری سیاست‌مدار ایرانی بود، که در  دوره بیستم   و   دوره بیست و چهارم  بعنوان نماینده مهاباد در مجلس شورای ملی حضور داشت.